# Liste der Kulturdenkmale in Seegebiet Mansfelder Land
In der Liste der Kulturdenkmale in Seegebiet Mansfelder Land sind alle Kulturdenkmale der Gemeinde  Seegebiet Mansfelder Land und ihrer Ortsteile aufgelistet. Grundlage ist das Denkmalverzeichnis des Landes Sachsen-Anhalt, das auf Basis des Denkmalschutzgesetzes des Landes Sachsen-Anhalt vom 21. Oktober 1991 durch das Landesamt für Denkmalpflege und Archäologie Sachsen-Anhalt erstellt und seither laufend ergänzt wurde (Stand: 31. Dezember 2021).

## Kulturdenkmale nach Ortsteilen

### Amsdorf
| Lage                                   | Bezeichnung           | Beschreibung | Erfassungs- nummer | Ausweisungsart | Bild           |
| -------------------------------------- | --------------------- | --- | ------------------ | -------------- | -------------- |
| Chausseestraße 26 (Karte)              | Villa                 | Die zweigeschossige Villa ist mit dem Nebengebäude denkmalgeschützt. Erbaut wurde die Villa um 1910 im Stil der Heimatschutzbewegung. Die Fassade ist geprägt durch ein weit herausragendes Risalit mit einem Giebel, dieser Risalit nimmt die zwei mittleren von vier Achsen ein. Das Mansarddach beginnt im Obergeschoss als Unterdach. | 094 76436          | Baudenkmal     | Villa          |
| Chausseestraße 30 (Karte)              | Arbeiterhaus          | Das zweigeschossige Arbeiterhaus wurde um 1880/1890 erbaut. Das traufständige Haus ist ziegelsichtig und hat ein Satteldach. Die vordere Fassade ist mit Pilastern, Giebeldreiecken Friesen geschmückt, die von der Straße abgewandten Seiten sind schlicht gehalten. Das gilt auch für die Nebengebäude., vermutlich umgebaut | 094 76437          | Baudenkmal     | Arbeiterhaus   |
| Chausseestraße 34 (Karte)              | Wohn- und Bürogebäude | Das Wohn- und Bürogebäude wurde um 1910 erbaut. Es war das Verwaltungsgebäude des Umspannwerkes bei Amsdorf, hier wohnte auch der Direktor der Allgemeinen Elektricitäts-Gesellschaft. Es ist ein dreiflügeliger, zweigeschossiger Bau mit einem Mansarddach. | 094 76438          | Baudenkmal     | Weitere Bilder |
| Hauptstraße (Karte)                    | Feuerwache            | Die Feuerwache wurde 1934 erbaut. Es ist ein zweigeschossiges Haus mit einem viergeschossigen Turm. Das Haus hat ein flaches Satteldach der Turm ein Krüppelwalmdach. Das Feuerwehrhaus befindet sich direkt nördlich der Schule, Hauptstraße 32. | 094 76441          | Baudenkmal     | Feuerwache     |
| Hauptstraße (Karte)                    | Kirche                | Die St. Godehardi Kirche ist mit dem Kirchhof, dem Kriegerdenkmal östlich der Kirche und der Kirchhofmauer denkmalgeschützt. Die Kirche wurde im 12. Jahrhundert erbaut. Der eingezogene Turm befindet sich zwischen Schiff und Apsis, hier befindet sich der Chor der Kirche. Im Inneren befindet sich ein spätgotischer Altar und weitere Ausstattungsgegenstände aus dem 17. Jahrhundert wie einen Altaraufsatz (1699), die Kanzel aus Stein (1622/1695) und die Emporen (1699). Auf dem Kirchhof befinden sich alte Grabsteine. Das Kriegerdenkmal gedenkt an die Gefallenen des Ersten Weltkrieges, es wurde 1927 aufgestellt. | 094 08095          | Baudenkmal     | Weitere Bilder |
| Hauptstraße 15, 17, 18, Kirche (Karte) | Häusergruppe          | | 094 76439          | Denkmalbereich | Häusergruppe   |
| Hauptstraße 32 (Karte)                 | Schule                | Die Schule wurde 1899 erbaut. | 094 76440          | Baudenkmal     | Schule         |

### Aseleben
| Lage                                                               | Bezeichnung  | Beschreibung | Erfassungs- nummer | Ausweisungsart | Bild           |
| ------------------------------------------------------------------ | ------------ | --- | ------------------ | -------------- | -------------- |
| B 80, auf der Südseite der B 80, bei km 23,60 (Tankstelle) (Karte) | Distanzstein | Der preußische Ganzmeilenstein befindet sich westlich des Ortes und östlich einer Tankstelle an der Südseite der B 80. Er wurde aufgestellt bei dem Neubau der Straße von Halle nach Nordhausen um 1825. Der Stein in der Form eines Obelisk wurde aus Sandstein erstellt und hat eine Höhe von etwa 3,5 Meter. Rechts und links befinden sich Sitzbänke. Die Tafel auf der Nordseite mit dem preußischen Adler ist ein Nachguss. Auf der Nord-, Ost und Westseite befinden sich Meilenangaben zu den Städten Berlin, Halle und Eisleben. | 094 08076          | Kleindenkmal   | Weitere Bilder |
| B 80, auf der Südseite der B 80, bei km 22,10 (Karte)              | Distanzstein | Der preußische Viertelmeilenstein befindet sich östlich des Ortes. Er wurde aufgestellt bei dem Neubau der Straße von Halle nach Nordhausen um 1825. Der Distanzstein ist vom Typ „kleine Glocke“ und aus Sandstein erstellt worden. Die Inschrift auf dem Meilenstein heißt: „1/4 Meile“. | 094 16109          | Kleindenkmal   | Weitere Bilder |
| Alte Dorfstraße (Karte)                                            | Kirche       | Die Kirche St. Bartholomäus wurde im Jahr 1875 an Stelle eines Vorgängerbaues erbaut. Zu diesem Baudenkmal gehört der Kirchhof mit allen alten Grabsteinen und dem Kriegerdenkmal. Diese Kriegerdenkmal ist Teil der Mauer um die Kirche und gedenkt an die Gefallenen des Ersten Weltkrieges. Die Kirche ist ein Saalbau im neogotischen Stil mit einem Turm. Im Turmuntergeschoss befinden sich die Brüstungsfelder der wahrscheinlich aus dem Vorgängerbau stammenden Kanzel.                                                          | 094 17599          | Baudenkmal     | Weitere Bilder |
| Alte Dorfstraße 7, 21, Kirche (Karte)                              | Häusergruppe | Diese Häusergruppe bildet den Kern des Dorfes um die Kirche herum. Entstanden ist die Gruppe im 19. Jahrhundert. | 094 76460          | Denkmalbereich | Häusergruppe   |
| Zum Süßen See 1 (Karte)                                            | Gutshof      | Das Gutshaus wurde um 1890 erbaut. Es ist ein eingeschossiges, traufständiges Haus mit einem Satteldach. Die sechsachsige Fassade ist durch ein Mittelrisalit geprägt. Zum Gutshof gehören zwei Wirtschaftsgebäude, diese stehen giebelständig zur Straße und haben ein Satteldach. | 094 76459          | Baudenkmal     | Gutshof        |

### Dederstedt
| Lage | Bezeichnung  | Beschreibung | Erfassungs- nummer | Ausweisungsart | Bild           |
| --- | ------------ | --- | ------------------ | -------------- | -------------- |
| Birkenweg 5, Ecklage (Karte)                                                                                            | Bauernhof    | Der Dreiseithof wurde im 19. Jahrhundert erbaut. Zu dem Bauernhof gehören das Wohnhaus, ein Wirtschaftsgebäude und die Einfriedung. Das Wohnhaus ist ein zweigeschossiges, traufständiges Haus mit einem Krüppelwalmdach. | 094 65453          | Baudenkmal     | Bauernhof      |
| Birkenweg 9, am Ende der Straße (Sackgasse) (Karte)                                                                     | Bauernhaus   | Das Bauernhaus ist ein zweigeschossiges, traufständiges Haus mit einem Krüppelwalmdach. Erbaut wurde das Haus in der ersten Hälfte des 19. Jahrhunderts. | 094 65454          | Baudenkmal     | BW             |
| Hopfberg, Grünanlage (Karte)                                                                                            | Gedenkstätte | | 094 65452          | Baudenkmal     | Gedenkstätte   |
| Hopfberg 16, neuere Ortsmitte (Karte)                                                                                   | Bauernhof    | Der Vierseithof wurde in der ersten Hälfte des 19. Jahrhunderts erbaut, er ist noch vollständig erhalten. Das Wohnhaus liegt zur Straße hin, es ein zweigeschossiges, traufständiges Haus mit einem Krüppelwalmdach. Das Gebäude wurde um 1900 in historisierenden Stil renoviert. Die zugehörigen Wirtschaftsgebäude bestehen aus unverputztem Bruchsteinmauerwerk. | 094 65455          | Baudenkmal     | Bauernhof      |
| Kirchplatz (Karte) | Kirche       | Die Kirche Sankt Susanna liegt am südöstlichen Ortsrand von Dederstedt. Zur Kirche gehört auch ein Kirchhof mit barocken Grabsteinen und eine Umfassungsmauer. Die Kirche wurde im spätromanischen Stil erbaut, 1708 wurde sie umfangreich umgebaut. Die Kirche hat einen Westturm und einen dreiseitigen Ostschluss.                                                | 094 08103          | Baudenkmal     | Weitere Bilder |
| Kirchplatz (Karte) | Pfarrhof     | Die alte Dekanei wurde 1723 erbaut. Es ist ein zweigeschossiges, traufständiges Hau mit einem Krüppelwalmdach. Vor dem Haus befindet sich ein Findling mit einer Denktafel für den Pfarrer und Biologen Otto Kleinschmidt. Otto Kleinschmidt war von 1899 bis 1926 Pfarrer in Dederstedt und der Umgebung.                                                           | 094 10225          | Baudenkmal     | BW             |
| Spritzenberg, Spritzenberg, Ecke Schulstraße (Karte)                                                                    | Spritzenhaus | | 094 65458          | Baudenkmal     | Spritzenhaus   |
| auf einer Anhöhe südöstlich von Dederstedt, so genannter Hühnenweg, von Schochwitz nach Dederstedt etwa auf halbem Wege | Wegweiser    | | 094 65624          | Kleindenkmal   |                |

### Elbitz
| Lage                | Bezeichnung    | Beschreibung                                                                                      | Erfassungs- nummer | Ausweisungsart | Bild |
| ------------------- | -------------- | ------------------------------------------------------------------------------------------------- | ------------------ | -------------- | ---- |
| Lindenplatz (Karte) | Kriegerdenkmal | Das Denkmal in Form eines Findlings erinnert an zwei Gefallene des Ersten Weltkriegs aus Elbnitz. | 094 65485          | Baudenkmal     | BW   |

### Erdeborn
| Lage | Bezeichnung    | Beschreibung | Erfassungs- nummer | Ausweisungsart | Bild           |
| --- | -------------- | --- | ------------------ | -------------- | -------------- |
| westlich des Ortes                                                                                                   | Stollen        | Der Erdeborner Stollen ist bis zur Mündung in den Hornberger Graben in der Gesamtheit denkmalgeschützt. Es ist ein Zeugnis der Wasserlösung des Kupferbergbaues in der Mansfelder Mulde im 18. Jahrhundert. Das Mundloch des Stollens ist in Ziegelmauerwerk ausführt.                                                                                   | 094 08226          | Baudenkmal     |                |
| Alte Schulstraße 5, An der Kirche 1, 13, 14, Ernst-Thälmann-Straße 3a, 4, 29b, Sperlingsberg 1, 12 Ortsmitte (Karte) | Ortskern       | | 094 76424          | Denkmalbereich | Ortskern       |
| Alte Schulstraße 5 (Karte)                                                                                           | Bauernhof      | | 094 75340          | Baudenkmal     | BW             |
| An der Kirche (Karte)                                                                                                | Kirche         | Die Kirche St. Bartholomäus ist ein spätromanischer Bau, er wurde 1722 umfangreich umgebaut. Der Westturm hat ein Walmdach, der Chor ist gerade. Die Kirche hat ein Satteldach. Im Inneren befinden sich ein Kanzelaltar aus dem Jahr 1723 und eine barocke Patronatsloge. Weiter befinden sich Epitaphien der Familie von der Streithost in der Kirche. | 094 08176          | Baudenkmal     | Weitere Bilder |
| An der Kirche (heute Kirchstraße) 14 (Karte)                                                                         | Pfarrhof       | | 094 75338          | Baudenkmal     | BW             |
| Außengehöft 5a, östlich des Bahnhofs (Karte)                                                                         | Mühlenhof      | Die Bockwindmühle befindet sich südlich der Bahnstrecke Halle–Hann. Münden. | 094 08225          | Baudenkmal     | BW             |
| Denkmalplatz (Karte)                                                                                                 | Kriegerdenkmal | Das Denkmal erinnert an Gefallene der Kriege 1866 und 1870/1871. | 094 17995          | Baudenkmal     | BW             |
| Denkmalplatz 1, Ernst-Thälmann-Straße 29b (Karte)                                                                    | Gutshof        | | 094 17994          | Baudenkmal     | BW             |
| Ernst-Thälmann-Straße unterhalb der Kirche, südlich (Karte)                                                          | Gedenkstätte   | | 094 76422          | Baudenkmal     | BW             |
| Ernst-Thälmann-Straße (ohne Nr.) östlich des Gehöftes Schulstraße 5 (Karte)                                          | Scheune        | Gemeindescheune | 094 17993          | Baudenkmal     | BW             |
| Ernst-Thälmann-Straße 3 (Karte)                                                                                      | Verwalterhaus  | | 094 75336          | Baudenkmal     | BW             |
| Ernst-Thälmann-Straße 2a (Karte)                                                                                     | Wohnhaus       | | 094 76423          | Baudenkmal     | BW             |
| Ernst-Thälmann-Straße 3a (Karte)                                                                                     | Herrenhaus     | | 094 17992          | Baudenkmal     | Herrenhaus     |
| L 164, im Verlauf der Landesstraße 164, am Hornburger Graben (Karte)                                                 | Brücke         | BW 0040, Eisenbahnbrücke? | 094 76221          | Baudenkmal     | BW             |
| Zur Lindenstraße, Friedhof                                                                                           | Gedenkstätte   | | 094 08063          | Baudenkmal     |                |
| L 223 südlich der Bahnstrecke in Kurve hinter Tunnel, Abzweig K 2270 Richtung Alberstedt                             | Wegweiser      | | 107 40121          | Kleindenkmal   |                |

### Holzzelle
| Lage                | Bezeichnung | Beschreibung | Erfassungs- nummer | Ausweisungsart | Bild    |
| ------------------- | ----------- | --- | ------------------ | -------------- | ------- |
| Äbtischrode (Karte) | Gedenkstein | | 107 40127          | Baudenkmal     | BW      |
| Äbtischrode         | Grabstein   | | 107 40126          | Baudenkmal     |         |
| Holzzelle 1 (Karte) | Kloster     | Das Kloster wurde das erst Mal im Jahre 1147 erwähnt. Im Jahre 1525 brande das Kloster ab, wahrscheinlich wurde es im Jahre 1535 säkularisiert. Es wurde ein gräfliches Amt. Von 1780 bis 1945 war es eine preußische Staatsdomäne. Teile der Klausur und der Klosterkirche sind erhalten. | 094 05936          | Baudenkmal     | Kloster |

### Hornburg
| Lage                                                                                             | Bezeichnung | Beschreibung | Erfassungs- nummer | Ausweisungsart | Bild           |
| ------------------------------------------------------------------------------------------------ | ----------- | --- | ------------------ | -------------- | -------------- |
| Bachgraben 3 (Karte)                                                                             | Wohnhaus    | Das Wohnhaus wurde um 1910/1915 im Heimatstil erbaut. Es ist ein Haus mit einem Obergeschoss aus Fachwerk und Giebel an jeder Seite. | 094 65410          | Baudenkmal     | BW             |
| Dorfstraße 12, unterhalb der Kirche an der Hauptstraße gegenüber einer Straßeneinmündung (Karte) | Pfarrhaus   | Das Pfarrhaus stammt aus dem 18. Jahrhundert. Es ist ein zweigeschossiges, traufständiges Haus mit einem Krüppelwalmdach. | 094 65413          | Baudenkmal     | BW             |
| Dorfstraße 14, 15, 16 (Karte)                                                                    | Bauernhof   | zwei Gebäude in T-Form | 094 65414          | Baudenkmal     | BW             |
| Kirchberg auf einem Bergsporn oberhalb des Dorfes (Karte)                                        | Kirche      | Die Kirche Sankt Ulrich liegt am nordwestlichen Rand des Dorfes auf einer kleinen Anhöhe. Neben der Kirche sind auch der Kirchhof und das südlich der Kirche gelegene Kriegerdenkmal denkmalgeschützt. Das Kriegerdenkmal ist für die Gefallenen des Ersten Weltkriegs aufgestellt worden. | 094 05787          | Baudenkmal     | Weitere Bilder |
| Kirchberg 8, unterhalb der Kirche (Karte)                                                        | Schule      | | 094 65415          | Baudenkmal     | BW             |
| Schenkplatz 8 (Karte)                                                                            | Wohnhaus    | | 094 65412          | Baudenkmal     | BW             |

### Lüttchendorf
| Lage                                                                                                  | Bezeichnung    | Beschreibung | Erfassungs- nummer | Ausweisungsart | Bild           |
| --- | -------------- | --- | ------------------ | -------------- | -------------- |
| westlich der Ortslage, auf der Südseite der B 80, südwestlich des Halbmeilensteins (km 27,35) (Karte) | Mundloch       | Froschmühlenstollen | 094 08083          | Baudenkmal     | BW             |
| An der Karl-Marx-Straße                                                                               | Kriegerdenkmal | Das Denkmal erinnert an die Gefallenen des Krieges 1879/1871, des Ersten Weltkriegs und des Zweiten Weltkrieges. Es besteht aus einem Obelisk und drei Gedenktafel, die an die Gefallenen der Kriege erinnert. Der Obelisk wurde nach 1870 aufgestellt, die Gedenktafel kamen später hinzu. | 094 76452          | Baudenkmal     |                |
| Außengehöft 1, Nordseite der B 80, km 25,48 (Karte)                                                   | Chausseehaus   | Das Haus wurde um 1825 erbaut. | 094 76455          | Baudenkmal     | Chausseehaus   |
| B 80 an der Südseite der B 80, km 25,48, gegenüber dem ehemaligen Straßenwärterhaus (Karte)           | Distanzstein   | Der preußische Viertelmeilenstein wurde mit dem Bau der Chaussee von Halle nach Nordhausen aufgestellt. | 094 10217          | Kleindenkmal   | Distanzstein   |
| B 80 an der Südseite der B 80, km 27,35, etwa in Höhe der ehemaligen Bruch- oder Froschmühle (Karte)  | Distanzstein   | Der preußische Halbmeilenstein wurde 1825 aufgestellt. | 094 15927          | Kleindenkmal   | Weitere Bilder |
| Straße des Friedens (Karte)                                                                           | Kirche         | Die Kirche St. Fabian und Sebastian ist im Kern ein spätgotischer Bau. | 094 08183          | Baudenkmal     | Weitere Bilder |
| Straße des Friedens 11 (Karte)                                                                        | Schule         | | 094 76453          | Baudenkmal     | BW             |
| Straße des Friedens 16 (Karte)                                                                        | Herrenhaus     | sogenannter Rittersaal | 094 17996          | Baudenkmal     | Herrenhaus     |
| Thomas-Müntzer-Straße 5, 5a (Karte)                                                                   | Gutshof        | sogenannter Köcherhof | 094 76454          | Baudenkmal     | BW             |

### Neehausen
| Lage                                       | Bezeichnung | Beschreibung | Erfassungs- nummer | Ausweisungsart | Bild           |
| ------------------------------------------ | ----------- | --- | ------------------ | -------------- | -------------- |
| Ernst-Jacob-Straße 10 (Karte)              | Bauernhof   | | 094 65481          | Baudenkmal     | BW             |
| Ernst-Jacob-Straße 11 (Karte)              | Bauernhof   | | 094 65482          | Baudenkmal     | BW             |
| Ernst-Jacob-Straße 12 (Karte)              | Bauernhof   | | 094 65483          | Baudenkmal     | BW             |
| Kastanienweg (Karte)                       | Kirche      | Die Kirche Sankt Nikolai ist ein romanischer Bau aus Bruchstein. An der Kirche steht im Westen ein Turm, dieser wurde im 18. Jahrhundert verändert. Die Ausstattung im Inneren stammt hauptsächlich aus dem Beginn des 18. Jahrhunderts. Der Glockenstuhl trägt eine Inschrift mit der Jahreszahl 1695. Zum Baudenkmal Kirche gehört die Einfriedung aus Ziegel und Bruchstein. Das Tor aus Metall wurde im 19. Jahrhundert aufgestellt.     | 094 08184          | Baudenkmal     | Weitere Bilder |
| Kastanienweg, Friedhof (Karte)             | Mausoleum   | Das Mausoleum wurde um 1900 erbaut. Es ist ein Erbbegräbnis, erbaut wurde es aus gelben Ziegel im historisierenden Stil. | 094 65484          | Baudenkmal     | BW             |
| Kastanienweg 1, an der Hauptstraße (Karte) | Gutshaus    | Das Gutshaus ist im Kern ein Haus im barocken Stil. Es hat zwei Stockwerke und ein Krüppelwalmdach. Anfang des 20. Jahrhunderts wurde es im Stil des Jugendstiles überformt. Zum Gutshaus gehört ein südlicher gelegenes Wirtschaftsgebäude mit einem Krüppelwalmdach. Das Wirtschaftsgebäude wurde im 18. Jahrhundert wahrscheinlich als Pferdestall erbaut. Im Inneren befindet sich ein flaches Gewölbe, diese steht auf Sandsteinsäulen. | 094 10219          | Baudenkmal     | Gutshaus       |

### Rollsdorf
| Lage                        | Bezeichnung  | Beschreibung | Erfassungs- nummer | Ausweisungsart | Bild           |
| --------------------------- | ------------ | --- | ------------------ | -------------- | -------------- |
| Hallbergstraße (Karte)      | Kirche       | Die Kirche St. Petri ist mit dem Kirchhof und kriegerdenkmal, dieses liegt westlich der Kirche, denkmalgeschützt. Das Denkmal gedenkt an die Gefallenen des Ersten Weltkrieges. Die neogotische Kirche hat ein rechteckiges Schiff und ein eingeszogenem Chor. Über der Eingangshalee im Norden der Kirche befindet sich ein Dachreiter. Erbaut wurde die Kirche im Jahr 1900, dabei wurden Steine und sonstiges aus dem Bau aus dem 12. Jahrhundert verwendet. | 094 76457          | Baudenkmal     | Weitere Bilder |
| Mühlwegstraße 7, 7a (Karte) | Mühlenhof    | | 094 76458          | Baudenkmal     | BW             |
| Straßenhaus 1 (Karte)       | Chausseehaus | | 094 76461          | Baudenkmal     | Chausseehaus   |

### Röblingen am See
| Lage | Bezeichnung        | Beschreibung | Erfassungs- nummer | Ausweisungsart | Bild               |
| --- | ------------------ | --- | ------------------ | -------------- | ------------------ |
| Alberstedter Straße 2, Oberröblingen (Karte) | Kirche             | Die katholische Kirche St. Anna wurde 1891 erbaut. Die Kirche mit anschließendem Pfarrhaus wurde aus roten Ziegel erbaut. Auf dem Dach befindet sich ein Dachreiter als Glockenturm. Im Inneren befinden sich Malereien aus der Bauzeit. | 094 76491          | Baudenkmal     | Weitere Bilder     |
| Am Bahnhof 5, Oberröblingen, gegenüber dem Bahnhof am Bahnhofsvorplatz (Karte)                                                                       | Apotheke           | Die Apotheke befindet sich gegenüber dem Bahnhof. Erbaut wurde das Haus in den 1920er Jahren im Stil der Zeit. Das Haus hat drei Geschosse und ist in Kuben geschachtelt. Das Dach ist ein Walmdach, der Treppenturm ist aus Ziegel erbaut. | 094 76493          | Baudenkmal     | BW                 |
| Bahnhofstraße 1, Oberröblingen, Ecklage (Karte) | Postamt            | Das Postamt wurde um 1895 erbaut. | 094 76494          | Baudenkmal     | BW                 |
| Bahnhofstraße 17, zwischen Ober- und Unterröblingen, alte Heerstraße von Halle nach Eisleben an der Brücke über die Weida, östlich des Ortes (Karte) | Mühlenhof          | Der Mühlenhof Brückenmühle liegt zwischen Ober- und Unterröblingen an der Landstraße 175. Die alte Heerstraße Halle-Eisleben überquert hier die Weida. Bereits im Mittelalter stand hier eine Mühle, das heutige Gebäude stammt wurde im Jahre 1680 erbaut. Das Wohngebäude wurde im 19. Jahrhundert umgebaut. Von der Ausstadung der Mühle sind nur noch Reste erhalten. | 094 76495          | Baudenkmal     | BW                 |
| Bahnhofstraße 19, Oberröblingen, Ecklage (Karte) | Verwalterhaus      | Das Haus ist wahrscheinlich das Verwalterhaus des Gutshofes. Das Haus wurde um 1910 erbaut. | 094 76496          | Baudenkmal     | BW                 |
| Bahnhofstraße 21, Oberröblingen, Straßenaufweitung der Bahnhofstraße, Ecke Pfarrstraße, auf kleiner Anhöhe (Karte)                                   | Kirche             | Die Kirche St. Stephan ist mit dem Kriegerdenkmal, dem Kirchhof mit dem Grabsteinen, der Umfassungsmauer und den Freitreppen denkmalgeschützt. Die Kirche wurde anstelle eine Vorgängerbaues im neoromanischen Stil erbaut. Die Ausstattung im Inneren ist schlicht und stammt aus der zweiten Hälfte des 19. Jahrhunderts. Dazu gehören die Empore, die Kanzel, die Orgel und das Gestühl. Die Glasfenster im Chor und in der Apsis sind wahrscheinlich aus dem Vorgängerbau. Auf dem Kirchhof befinden sich Grabsteine aus dem 18. und 19. Jahrhundert. Das Kriegerdenkmal erinnert an die Gefallenen des Ersten Weltkrieges, es ist Teil der Umfassungsmauer. | 094 13770          | Baudenkmal     | Weitere Bilder     |
| Frankestraße 1, Oberröblingen, im Norden des Ortes (Karte)                                                                                           | Badeanstalt        | Die Badeanstalt genannt „Frankebad“, wurde in der Mitte des 19. Jahrhunderts erbaut. Die Badeanstalt befindet sich beidseitig von der Frankestraße und reicht im Westen an die Landesstraße 176 und im Osten bis an die Wallbergstraße. Das Wasser des Salzigen Sees galt als heilsam. Auf dem Gelände der Badeanstalt befindet sich ein Denkmal für den Leipziger Professor Franke. | 094 76497          | Baudenkmal     | Badeanstalt        |
| Geschwister-Scholl-Straße, Kirchstraße, Straße der Einheit Unterröblingen, Kreuzung (Karte)                                                          | Kriegerdenkmal     | Das Kriegerdenkmal erinnert an die Gefallenen des Ersten Weltkrieges von Unterröblingen. Auf einem Sockel, hier befinden sich die Namen der Gefallenen, befindet sich ein Putto, der vor einem Stahlhelm kniet. | 094 76503          | Baudenkmal     | Weitere Bilder     |
| Große Seestraße 6, Oberröblingen, Ecklage (Karte) | Schule             | | 094 76501          | Baudenkmal     | Schule             |
| Große Seestraße 17a, Oberröblingen (Karte) | Verwaltungsgebäude | Das zweigeschossige Verwaltungsgebäude wurde um 1910 bis 1915 im Heimatschutzstil erbaut. In der Grünanlage des Hauses befindet sich eine naturalistische Figurengruppe aus Zement. Die drei Figuren stellen die drei Berufsgruppen Bergarbeiter, Landwirte und Fischer da. Dieses sind die wichtiges Berufe des Ortes. Erstellt wurde die Figurengruppe 1983 von Otto Vogel zur 1050-Jahr-Feier des Ortes. | 094 76502          | Baudenkmal     | Verwaltungsgebäude |
| Kesselstraße 9, Oberröblingen (Karte) | Schule             | Das Schulhaus wurde um 1920 erbaut. | 094 76498          | Baudenkmal     | BW                 |
| Kirchstraße, Unterröblingen, Bereich Straßeneinmündung Geschwister-Scholl-Straße (Karte)                                                             | Kirche             | Die Kirche St. Nikolai stammt im Kern aus dem 12. Jahrhundert. | 094 13771          | Baudenkmal     | Weitere Bilder     |
| Pfarrstraße 8, vor dem Sitz der Verwaltungsgemeinschaft (Karte)                                                                                      | Bauernstein        | | 107 40104          | Kleindenkmal   | BW                 |
| Pfarrstraße 4, Oberröblingen (Karte) | Pfarrhof           | | 094 76200          | Baudenkmal     | BW                 |
| Pfarrstraße 3, 5, Oberröblingen, Nähe Kirche und Pfarrhof, zwischen Lange Straße, Otto-Schlag-Straße und Pfarrstraße (Karte)                         | Gutshof            | | 094 76500          | Baudenkmal     | Gutshof            |
| Straße der Einheit, Unterröblingen, Alter Friedhof (Karte)                                                                                           | Gedenkstein        | | 094 76505          | Baudenkmal     | Gedenkstein        |
| Straße der Einheit, Unterröblingen, Alter Friedhof (Karte)                                                                                           | Kriegerdenkmal     | Kriegerdenkmal auf dem Alten Friedhof Unterröblingen für die im Ersten Weltkrieg gefallenen Werksangehörigen der Grube Oberröblingen mit der Inschrift Dem Andenken unserer im Weltkriege 1914–1918 gefallenen Werksangehörigen der Grubenverwaltung Oberröblingen Riebecksche Montanwerke A.G. Halle | 094 76504          | Baudenkmal     | Kriegerdenkmal     |

### Seeburg
| Lage | Bezeichnung               | Beschreibung | Erfassungs- nummer | Ausweisungsart               | Bild           |
| --- | ------------------------- | --- | ------------------ | ---------------------------- | -------------- |
| am Nordufer des Süßen Sees, nördlich des Campingplatzes (Karte)                                                            | Richtstätte               | Die Galgensäule wurde 1720 errichtet. Die Säule hat einen Durchmesser von etwa 1 Meter, die Höhe ist unbekannt, da sie im Laufe der Zeit verkleinert wurde. | 094 76384          | Baudenkmal                   | Richtstätte    |
| L 80, auf der Südseite der L 80 (alte Führung der B 80), bei km 20,09, zwischen Seeburg und dem Ortsteil Rollsdorf (Karte) | Distanzstein              | Der preußische Halbmeilenstein wurde um 1825 beim Neubau der Straße von Halle nach Nordhausen aufgestellt. Er ist vom Typ Große Glocke. Der Stein hat eine Höhe von etwa 90 Zentimeter. Die Inschrift lautet: „½ Meile“.                                                                             | 094 16108          | Kleindenkmal                 | Weitere Bilder |
| Schlossstraße, Solidaritätsstraße östlich des Süßen Sees (Karte)                                                           | Ortsansicht               | | 094 76421          | Denkmalbereich               | Ortsansicht    |
| Schlossstraße (Karte) | Kriegerdenkmal            | Das Kriegerdenkmal erinnert an die Gefallenen des Zweiten Weltkrieges. Es ist ein Monolith mit einem dreistufigen Sockel. Zur Straße hin befindet sich eine Inschriftentafel, hier stehen die Namen der Gefallenen. Die halbrunde Einfriedung besteht aus Bruchsteinen. Die Anlage entstand um 1925. | 094 76433          | Baudenkmal                   | Kriegerdenkmal |
| Seestraße 6, 6a, 7, 8, 9, 10, 10a, 11, 11a 12, 12a, 13, 13a, 14, 15 (Karte)                                                | Häusergruppe              | | 094 76445          | Denkmalbereich               | BW             |
| Schlossstraße 17, 19, 20, 21, 22, 23, 24 (Karte)                                                                           | Schloss Seeburg           | Schloss | 094 08048          | Baudenkmal                   | Weitere Bilder |
| Schlossstraße 16 (Karte)                                                                                                   | Kirche                    | gotische Kirche, einfacher Sakralbau im Komplex der Burg- und Schlossanlage Seeburg | 094 08048 001      | Teilobjekt eines Baudenkmals | Weitere Bilder |
| Solidaritätsstraße (Karte)                                                                                                 | Fleckenkirche St. Nicolai | Die Kirche St. Nikolaus, auch „Fleckenkirche“ genannt, befindet sich auf einem Hügel. Hier stand im frühen Mittelalter die Volksburg. Es ist eine romanische Kirche mit einem quadratischen Turm. Die Ausstattung im Inneren stammt aus dem 16. und 17. Jahrhundert.                                 | 094 08191          | Baudenkmal                   | Weitere Bilder |
| Straße der Freundschaft 19 (Karte)                                                                                         | Bauernhof                 | Der Bauernhof stammt aus dem 18. Jahrhundert. | 094 76434          | Baudenkmal                   | BW             |
| Straße der Freundschaft 26 (Karte)                                                                                         | Gasthof                   | Der Gasthof „Zur Forelle“ wurde 1705 errichtet. Es ist ein Haus mit sechs Achsen und einem Krüppelwalmdach. | 094 08192          | Baudenkmal                   | BW             |
| Straße der Freundschaft 31 (Karte)                                                                                         | Hauszeichen               | | 094 76420          | Baudenkmal                   | BW             |

### Stedten
| Lage                                                     | Bezeichnung    | Beschreibung | Erfassungs- nummer | Ausweisungsart | Bild           |
| -------------------------------------------------------- | -------------- | --- | ------------------ | -------------- | -------------- |
| Denkmalplatz, Karl-Marx-Straße, Ecke Schulstraße (Karte) | Kriegerdenkmal | Der Ehrenhain mit dem Kriegerdenkmal erinnert an die Gefallenen der Kriege 1866, 1870/1871, 1914/1918 und 1939/1945. In der Mitte steht ein Stein mit einer Inschrift, auf der die drei Gefallenen des Krieges 1866 stehen. Auf einer Säule mit Adler befinden sich mit einer Inschrift die Gefallenen des Krieges 1870/1871. Auf der sechseckigen Mauer um den Ehrenhain befinden sich Tafeln mit den Gefallenen des Ersten und Zweiten Weltkrieges. | 094 76486          | Baudenkmal     | BW             |
| Friedhofstraße, Friedhof, Nordseite nahe Kapelle (Karte) | Gedenkstein    | | 094 76483          | Baudenkmal     | BW             |
| Friedhofstraße, Friedhof (Karte)                         | Mausoleum      | Grufthaus Hecht | 094 76484          | Baudenkmal     | BW             |
| Karl-Marx-Straße, Ecke Schulstraße, Grünanlage (Karte)   | Bauernstein    | | 094 76485          | Kleindenkmal   | BW             |
| Karl-Marx-Straße 35 (Karte)                              | Bauernhof      | | 094 76488          | Baudenkmal     | BW             |
| Karl-Marx-Straße 42 (Karte)                              | Gutshaus       | | 094 08196          | Baudenkmal     | BW             |
| Karl-Marx-Straße 46, Straßenkreuzung (Karte)             | Saalbau        | | 094 76489          | Baudenkmal     | BW             |
| Karl-Marx-Straße 47, Straßenkreuzung (Karte)             | Zollhaus       | Das Zollhaus steht an einer Straßenkreuzung. Es ist ein eingeschossiges Haus mit einem Erker in polygonaler Formt und einem Satteldach. An diesem Erker wurden die Gebühren erhoben. Erbaut wurde das Haus zum Ende des 18. Jahrhunderts. Zum Haus gehört ein Wirtschaftsgebäude. | 094 76490          | Baudenkmal     | BW             |
| Karl-Marx-Straße 9, 9a, 9b (Karte)                       | Rittergut      | Zum Rittergut gehört das Herrenhaus mehrere Wirtschaftsgebäude, mehrere Toranlagen und die Einfriedung. Das Herrenhaus wurde zum Beginn des 18. Jahrhunderts erbaut. Es ist ein zweigeschossiges Haus mit einem Schopfmansarddach. | 094 76487          | Baudenkmal     | BW             |
| Schulstraße (Karte)                                      | Kirche         | Zu der Kirche St. Martin gehört noch der Kirchhof, eine Treppe und die Reste der Einfassungsmauer. Die Kirche stammt im Ursprung aus dem 12. Jahrhundert, der Westturm stammt noch aus dieser Zeit. Der Ostschluss wurde 1517 an die Kirche angefügt. Der Schnitzaltar im Inneren stammt aus der zweiten Hälfte des 15. Jahrhunderts, weitere Ausstattungsgegenstände stammen aus der ersten Hälfte des 17. Jahrhunderts.                             | 094 08197          | Baudenkmal     | Weitere Bilder |
| Stedtener Bahnhofstraße 10, 11, Nähe Bahnhof (Karte)     | Mühlenhof      | Der Mühlenhof, auch Obermühle oder Hechts Mühle genannt, liegt an der Weida nördlich des Ortes. | 094 76482          | Baudenkmal     | BW             |

### Volkmaritz
| Lage                                            | Bezeichnung | Beschreibung | Erfassungs- nummer | Ausweisungsart | Bild           |
| ----------------------------------------------- | ----------- | --- | ------------------ | -------------- | -------------- |
| Zur Schulstraße (Karte)                         | Kirche      | Die Kirche Sankt Bonifatius ist mit dem Kirchhof und der Einfriedung denkmalgeschützt. Die Kirche ist im Kern ein romanischer Bau aus Bruchstein, mit einem Westturm und einen dreiseitigen Ostschluss. Im Inneren befindet sich ein Kanzelaltar aus dem Jahr 1725. Der Turm beinhaltet zwei Glocken, diese wurden 1601 von Heinrich Borstelmann (die größere) und 1709 von Johann Christian Bachmann (die kleinere) gegossen. Auf dem Kirchhof befinden sich barocke Grabsteine. | 094 08185          |                | Weitere Bilder |
| Zur Schulstraße 1, gegenüber der Kirche (Karte) | Pfarrhof    | Der Pfarrhof wurde 1915 im Heimatstil erbaut. | 094 65487          |                | BW             |
| Zur Schulstraße 3, gegenüber der Kirche (Karte) | Gutshof     | Das Gutshaus wurde 1903 erbaut. | 094 65486          |                | Gutshof        |

### Wansleben am See
| Lage | Bezeichnung                 | Beschreibung | Erfassungs- nummer | Ausweisungsart | Bild           |
| --- | --------------------------- | --- | ------------------ | -------------- | -------------- |
| Am Bahnhof 2 (Karte)                                                                                              | Bahnhof                     | Das Empfangsgebäude des Bahnhofes wurde 1910 erbaut. Der Haltepunkt liegt an der Strecke Halle-Eisleben, er wurde bereits 1890 eingerichtet. Das Gebäude hat einen T-förmigen Grundriss, die Dächer sind Walmdächer. Die Front zum Bahnsteig hin ist geprägt von einem Mittelrisalit mit einem Dreiecksgiebel. | 094 76247          | Baudenkmal     | Bahnhof        |
| Am Pumpwerk 6, 8, nördlich der Ortslage, ehemaliges Ostufer des Salzigen Sees                                     | Bergwerk                    | Kali-Bergwerk „Neumansfeld“ | 094 76451          | Baudenkmal     |                |
| Amsdorfer Straße 17 (Karte)                                                                                       | Gutshof                     | Das Wohnhaus des Gutshofes wurde um 1890 erbaut. Es ist ein eingeschossiges Wohnhaus mit Satteldach. Die mittleren zwei Achsen von acht Achsen bilden einen Risalit mit einem Dreiecksgiebel. Zum Gutshaus gehört ein Wirtschaftsgebäude, die Art des Baues entspricht dem Wohnhaus. | 094 76442          | Baudenkmal     | BW             |
| Eisdorfer Straße 7 (Karte)                                                                                        | Wohnhaus Eisdorfer Straße 7 | Wohnhaus, am 4. September 2015 als Denkmal ausgewiesen |                    | Baudenkmal     | BW             |
| Grabenstraße 10 (Karte)                                                                                           | Gutshaus                    | Das Haus wurde im Jahr 1890 erbaut. Es ist ein eingeschossiges Haus mit Mezzanin und einem Satteldach. Zu dem Baudenkmal gehören noch erhaltene Scheunen. | 094 76443          | Baudenkmal     | BW             |
| Hutberg, an einem Hang des Hutberges, zur Stedtener Straße hin (Karte)                                            | Bauernstein                 | | 107 40105          | Kleindenkmal   | BW             |
| Hutberg, Friedhof, älterer Teil (Karte)                                                                           | Gedenkstätte                | | 094 08067          | Baudenkmal     | BW             |
| Hutberg Friedhof, älterer Teil (Karte)                                                                            | Gedenkstätte                | | 094 08068          | Baudenkmal     | BW             |
| Hutberg, Friedhof, neuer Teil (Karte)                                                                             | Gedenkstätte                | | 094 76444          | Baudenkmal     | BW             |
| Kirchplatz (Karte)                                                                                                | Kirche                      | Die Kirche St. Andreas wurde 1506 eingeweiht. | 094 08201          |                | Weitere Bilder |
| Kirchplatz 2 (Karte)                                                                                              | Pfarrhof                    | | 094 76260          | Baudenkmal     | BW             |
| Langenbogener Straße, Straßengabelung Langenbogener Straße, Ecke Querstraße, südlich der Bahnunterführung (Karte) | Gefängnis                   | Das auch „Freibank“ genannte Gefängnis wurde Ende des 19. Jahrhunderts errichtet. Im Inneren sind noch zwei Zellen und Klosetts erhalten. Es ist ein eingeschossiges Haus mit einem Krüppelwalmdach. | 107 40010          | Baudenkmal     | BW             |
| Seestraße 17 (Karte)                                                                                              | Gasthof                     | Das „Gasthof zum Seebad“ wurde um 1898 erbaut. | 094 76446          | Baudenkmal     | BW             |
| Stedtener Straße 8, 12, Teichplatz, Feuerwache, Denkmal (Karte)                                                   | Platz                       | | 094 76450          | Denkmalbereich | Platz          |
| Teichplatz (Karte)                                                                                                | Feuerwache                  | | 094 76448          | Baudenkmal     | BW             |
| Teichplatz (Karte)                                                                                                | Gedenkstätte                | Das Denkmal erinnert an die Opfer des Faschismus. Aufgestellt wurde das Denkmal im Jahre 1946. Drei Stufen führen zu einem Sockel, darauf steht eine Stele. Auf der Vorderseite befindet sich ein Relief und die Inschrift: „SIE HABEN EUCH GEMORDET ABER IHR LEBT IN UNS UND DURCH UNS FÜR EIN FREIES DEUTSCHLAND“. An den beiden Seiten befinden sich neben dem Außenlager von KZ Buchenwald in Wansleben am See andere Konzentrationslager. | 094 76447          | Baudenkmal     | BW             |

### Wormsleben
| Lage                  | Bezeichnung | Beschreibung                                                                                             | Erfassungs- nummer | Ausweisungsart | Bild           |
| --------------------- | ----------- | --- | ------------------ | -------------- | -------------- |
| Am Kirchplatz (Karte) | Kirche      | Die Kirche Zum Heiligen Kreuz ist mit dem Kirchhof und dem Kriegerdenkmal als Ensemble denkmalgeschützt. | 094 08182          | Baudenkmal     | Weitere Bilder |

## Ehemalige Kulturdenkmale nach Ortsteilen
Die nachfolgenden Objekte waren ursprünglich ebenfalls denkmalgeschützt oder wurden in der Literatur als Kulturdenkmale geführt. Die Denkmale bestehen heute jedoch nicht mehr, ihre Unterschutzstellung wurde aufgehoben oder sie werden nicht mehr als Denkmale betrachtet.

### Dederstedt
| Lage               | Bezeichnung | Beschreibung                  | Erfassungs- nummer | Ausweisungsart | Bild |
| ------------------ | ----------- | ----------------------------- | ------------------ | -------------- | ---- |
| Hopfberg 4 (Karte) | Bauernhof   | abgerissen, Fläche neu bebaut | 094 65456          |                | BW   |

### Erdeborn
| Lage                              | Bezeichnung | Beschreibung | Erfassungs- nummer | Ausweisungsart | Bild |
| --------------------------------- | ----------- | ------------ | ------------------ | -------------- | ---- |
| Ernst-Thälmann-Straße 19          | Wohnhaus    |              | 094 75337          |                |      |
| Richardshof 2 (Karte)             | Gutshof     |              | 094 75339          |                | BW   |
| Zur Lindenstraße Friedhof (Karte) | Feierhalle  |              | 094 76435          |                | BW   |

### Röblingen am See
| Lage | Bezeichnung        | Beschreibung                 | Erfassungs- nummer | Ausweisungsart | Bild |
| --- | ------------------ | ---------------------------- | ------------------ | -------------- | ---- |
| Am Bahnhof 1, 2, Postweg 5, 6, Promenade 1, 2, 3 Oberröblingen, Bahnhof, Bahnhofsvorplatz, Promenade parallel zu den Bahngleisen (Karte) | Häusergruppe       |                              | 094 76492          |                | BW   |
| Kupferhammer 1 | Verwaltungsgebäude | Grube "Ottilie-Kupferhammer" | 094 05582          |                |      |
| Mühlweg nördlich der Bahnstrecke Halle-Eisleben, östlich des Bahnhofs, östlich der Weida                                                 | Wasserturm         |                              | 094 76499          |                |      |

### Wormsleben
| Lage                                        | Bezeichnung | Beschreibung | Erfassungs- nummer | Ausweisungsart | Bild |
| ------------------------------------------- | ----------- | ------------ | ------------------ | -------------- | ---- |
| Unterrißdorfer Straße 1, 3, Zum Seeweg 1, 2 | Ortsansicht |              | 094 76456          |                |      |

## Legende
In den Spalten befinden sich folgende Informationen:
- Lage: Nennt den Straßennamen und wenn vorhanden die Hausnummer des Kulturdenkmals. Die Grundsortierung der Liste erfolgt nach dieser Adresse. Der Link „Karte“ führt zu verschiedenen Kartendarstellungen und nennt die geographischen Koordinaten.
Link zu einem Kartenansichtstool, um Koordinaten zu setzen. In der Kartenansicht sind Baudenkmale ohne Koordinaten mit einem roten bzw. orangen Marker dargestellt und können in der Karte gesetzt werden. Baudenkmale ohne Bild sind mit einem blauen bzw. roten Marker gekennzeichnet, Baudenkmale mit Bild mit einem grünen bzw. orangen Marker.
- Offizielle Bezeichnung: Nennt den Namen, die Bezeichnung oder zumindest die Art des Kulturdenkmals und verlinkt, soweit vorhanden, auf den Artikel zum Objekt.
- Beschreibung: Nennt bauliche und geschichtliche Einzelheiten des Kulturdenkmals, vorzugsweise die Denkmaleigenschaften.
- Erfassungsnummer: Für jedes Kulturdenkmal wird in Sachsen-Anhalt eine 20stellige Erfassungsnummer vergeben. Die letzten zwölf Ziffern werden für die Untergliederung nach Teilobjekten genutzt und werden nur angegeben, soweit vergeben. In dieser Spalte kann sich folgendes Icon  befinden, dies führt zu Angaben zu diesem Baudenkmal bei Wikidata.
- Ausweisungsart: Die Einordnung des Denkmales nach § 2 Abs. 2 DenkmSchG LSA
- Bild: Ein Bild des Denkmales, und gegebenenfalls einen Link zu weiteren Fotos des Kulturdenkmals im Medienarchiv Wikimedia Commons. Wenn man auf das Kamerasymbol klickt, können Fotos zu Kulturdenkmalen aus dieser Liste hochgeladen werden: